# Pietro Cavallini

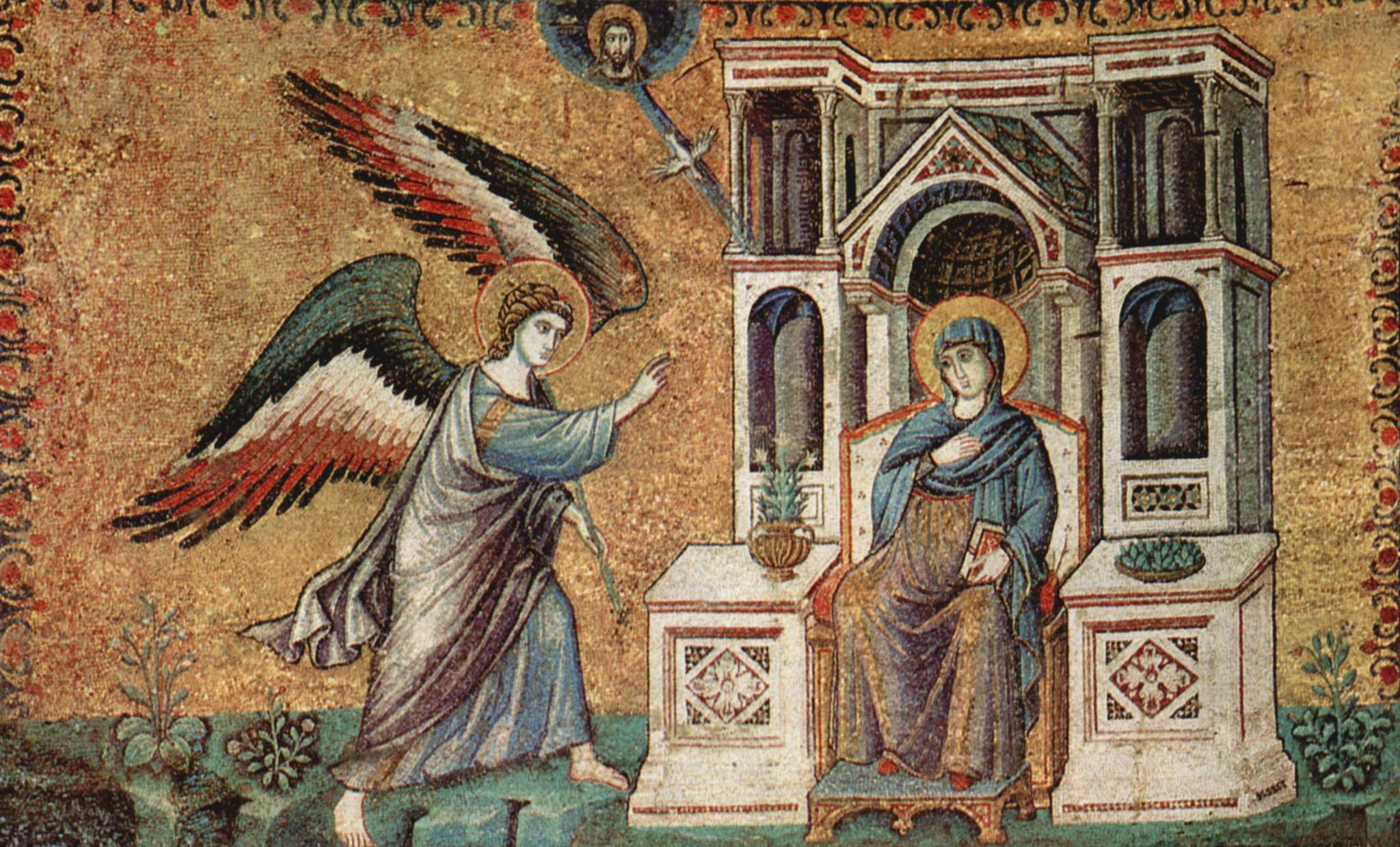
Zvěstování, Santa Maria in Trastevere

Pietro Cavallini (po roce 1240 – kolem roku 1330) byl italský malíř a mozaikář. Byl členem vážené římské rodiny Cerroni. Působil v Římě a je mu připisována celá řada mozaik a fresek v městských bazilikách a kostelech.
Jeho význam spočívá ve třech hlavních bodech. Za prvé, jeho malířský styl ukazuje nový pohled na zobrazení lidské postavy. Působil v Římě ještě před Giottem a je pravděpodobné, že nový styl, který Giotto přinesl z Toskánska, byl poplatný Cavallinimu. Druhou důležitou okolností je, že dosáhl vrcholu své tvorby v době, kdy na papežském stolci působil Mikuláš III. (1277 – 1280), který byl velkým mecenášem umění a podporoval velké množství projektů. Za třetí, je prvním středověkým malířem, jehož osobnost a identita je známá.

## Život a dílo
Prvními známými Cavalliniho díly jsou dva cykly fresek v kostele S. Paolo fuori le Mura. Jednalo se o výjevy z Bible. Na novozákonní tematice pracoval v průběhu 70. let a scénám ze Starého zákona se věnoval v 80. letech. Originály však byly zničeny požárem v roce 1823. Jejich podoba je známa díky reprodukcím ze 17. století. Tyto nástěnné malby byly pravděpodobně nejvlivnějším Cavalliniho dílem i právě díky kostelu S. Paolo, který byl v té době řazen mezi 3 hlavní římské baziliky (dnes jsou 4) a tak se s freskami na vlastní oči seznámili návštěvníci z celé Evropy.
V průběhu 90. letech pracoval v dalších dvou římských kostelech, S. Cecilia in Trastevere a S. Maria in Trastevere. V kostele S. Cecilia vytvořil fresky v celém interiéru hlavní lodi s náměty ze Starého i Nového zákona. Na západní zdi vymaloval scénu Posledního soudu. Většina maleb byla zničena v průběhu 18. století, malba Posledního soudu však je z velké části dochována. V kostele S. Maria in Trastevere se nachází jeho nejdůležitější dochované dílo, šest mozaik s výjevy ze života Panny Marie a pod nimi mozaika zobrazující donátora Bertolda Stefaneschiho s Pannou Marií.
Dochované fresce Posledního soudu v kostel S. Cecilia in Trastevere vévodí trůnící Kristus v majestátu provázený po obou stranách anděly a následně apoštoly. Ve spodním pásu jsou andělé hrající na trubky doprovázející skupinky věřících ke Kristu, tato část je však velmi špatně dochovaná.
Mariánský cyklus mozaik v S. Maria in Trastevere zahrnuje scény Narození Panny Marie, Zvěstování, Narození Páně, Klanění tří králů, Obětování v chrámu a Smrt Panny Marie, pod níž se nachází zobrazení donátora Stefaneschiho. Pod mozaikami jsou latinské texty složené Bertoldovým bratrem, Giacomem Caetanem Stefaneschim. Tato mozaika i freska Posledního Soudu ukazují kvalitu Cavalliniho uměleckého projevu. 
Další dvě dochované fresky jsou datované do počátku 14. století. První je malba nad hrobkou františkánského kardinála a teologa Mattea d'Acquasparta v kostele S. Maria in Aracoeli. Kardinál zemřel v roce 1302 a hrobka vznikla krátce poté. Malba zobrazuje Madonu s Dítětem korunované svatými, pravděpodobně Janem a Františkem. Později přidává vyobrazení klečícího kardinála a medailon s Kristem Pantokratorem. Dalším dílem je freska v apsidě kostela S. Giorgio in Velabro. Je umístěná v konše apsidy a zpodobňuje stojícího Krista provázeného na levé straně Pannou Marií se sv. Jiřím a na pravé sv. Petrem a Šebestiánem.
V roce 1308 dostal Cavallini pozvání od Karla II. z Anjou, krále neapolského (1285-1309), a spolu s rodinou se přestěhovaly do Neapole. Měl dostat 30 uncí zlata a vlastní dům. Toto pozvání potvrzuje velký věhlas, kterého se Cavallini mu ve své době dostávalo. Nevíme, jak dlouho v Neapoli setrval a nedochovalo se ani žádné dílo z té doby. Musel však vykonat ještě jednu návštěvu Neapole, protože se tam dochovaly pozdější fresky v kostele S. Maria Donna Regina, které jsou mu připisovány. Jedná se o vyobrazení Panny Marie jako Ženy sluncem oděné provázené apokalyptickým drakem a andělem, ostatní fresky v kostele jsou pak pravděpodobně díly jeho asistentů či následovníků. Dále je mu připisována freska Ukřižování v kostele S. Domenico Maggiore.
Po návratu do Říma převzal vedení nad tvorbou mozaik na fasádě západního průčelí kostela S. Paolo fuori le Mura, kterým byl pověřen papežem Janem XXII. sídlícím v Avignonu. Byly dokončeny před rokem 1330. Průčelí dominovala busta Krista v mandorle, pod ním mezi okny byly postavy sv. Pavla, Panny Marie, sv. Jana Křtitele a sv. Petra. Malá postava papeže klečícího na noze Jana Křtitele, měla připomínat, že byl jeho patronem. Také jeho rodový erb se nacházel v rohu mozaiky. Fasáda kostela byla velmi poničena požárem v roce 1823 a v rámci následné rekonstrukce musely být mozaik odstraněny. Toto dílo vytvořil Cavallini již ve velmi pozdním věku a s velkou pravděpodobností bylo jeho posledním.
Cavallinimu jsou připisována ještě další díla v Římě. Lorenzo Ghiberti píše, že namaloval tři obrovské postavy evangelistů na vnitřní straně vstupní zdi ve chrámu sv. Petra a většinu interiérů v S. Crisogono. Tyto práce však zanikly. Dále jsou mu připisovány fresky zobrazující život sv. Františka v kostele S. Francesco a Ripa v Římě datované do počátku 14. století. Giorgio Vasari (1568) chválil výmalbu klenby tribuny v kostele S. Maria in Aracoeli. Je pravděpodobné, že všechna tato ztracená díla byly fresky.

## Pracovní postupy a techniky
Od Cavalliniho jsou známy pouze fresky a mozaiky. Nepochybně měl nějaké asistenty, ale není doloženo, že by pod jeho vedením vznikla velká dílna. Během jeho pobytu v Neapoli možná vznikla malá malířská škola, která ho mohla zastupovat v době jeho nepřítomnosti. Používal techniku al fresco, která spočívá v nanášení barev na mokrou omítku. Drobné detaily na nástěnných malbách, které byly přidány později, jsou prováděny technikou al secco poté, co hlavní malba už uschla. Většina z těchto detailů se pravděpodobně ani nedochovala.
V zobrazení pomocí mozaiky se snažil co nejvíce přiblížit stylu svých maleb. Pokoušel se modelovat postavy pomocí velikosti mozaikových kamenů (tesserae). Na tváře a ruce používal menší než na drapérii a pozadí, čímž zdůrazňoval plasticitu a individualitu formy.